# 仮受消費税
仮受消費税（かりうけしょうひぜい、suspense consumption tax received）とは、企業が消費税について税抜方式を採用している場合において、販売等を行った際に受け取った消費税額（地方消費税額分を含む）を計上するための勘定科目。流動負債に区分される。「預り消費税」とも呼ばれる。
決算時に、仕入等を行った際に支払った消費税額である仮払消費税等と相殺され、消費税法に基づく計算により算出される納税額は未払消費税等（還付の場合は未収消費税等）として計上される。このとき、（仮受消費税等 － 仮払消費税等）と未払消費税等との差額は雑収入又は雑損失で処理する。